# Otelo Rodrigues Rosa
Othelo Rodrigues Rosa (Montenegro, 18 de julho de 1889 — Porto Alegre, 4 de dezembro de 1956) foi um jornalista, escritor, poeta, historiador e promotor brasileiro.
Filho de Bento Rodrigues da Rosa e Antônia Maria de Oliveira Rosa, casou com Maria Cecília de Leão Rosa. Passou seus primeiros 18 meses de vida em Estrela, depois mudou-se para Taquari. 
Formado em direito, foi nomeado promotor público em 1911, nomeado em 1915 secretário particular do governador Borges de Medeiros, depois subprocurador geral do Estado, juiz municipal em Santa Cruz do Sul e deputado estadual pelo Partido Republicano Riograndense. Foi o primeiro secretário estadual de Educação do Rio Grande do Sul, no governo de Flores da Cunha. 
Como jornalista, foi  redator de O Taquaryense, depois diretor de A Federação de  abril de 1925 a 1930, e do Jornal da Noite de 1931 a 1932. 
Membro do Instituto Histórico e Geográfico do Rio Grande do Sul e da Academia Rio-grandense de Letras. Foi autor de Vultos da Epopéia Farroupilha, sobre a Revolução Farroupilha.

## Fonte de referência
- Dicionário de Estrela, José Alfredo Schierholt
- Caderno de Historia – nº 25 Memorial do Rio Grande do Sul